# William George Trice
William George Trice (Cardiff, 8 giugno 1848 – Londra, 19 febbraio 1920) è stato un organaro britannico.
A lui è attribuita l'introduzione dell'organo moderno in Italia.

## Biografia

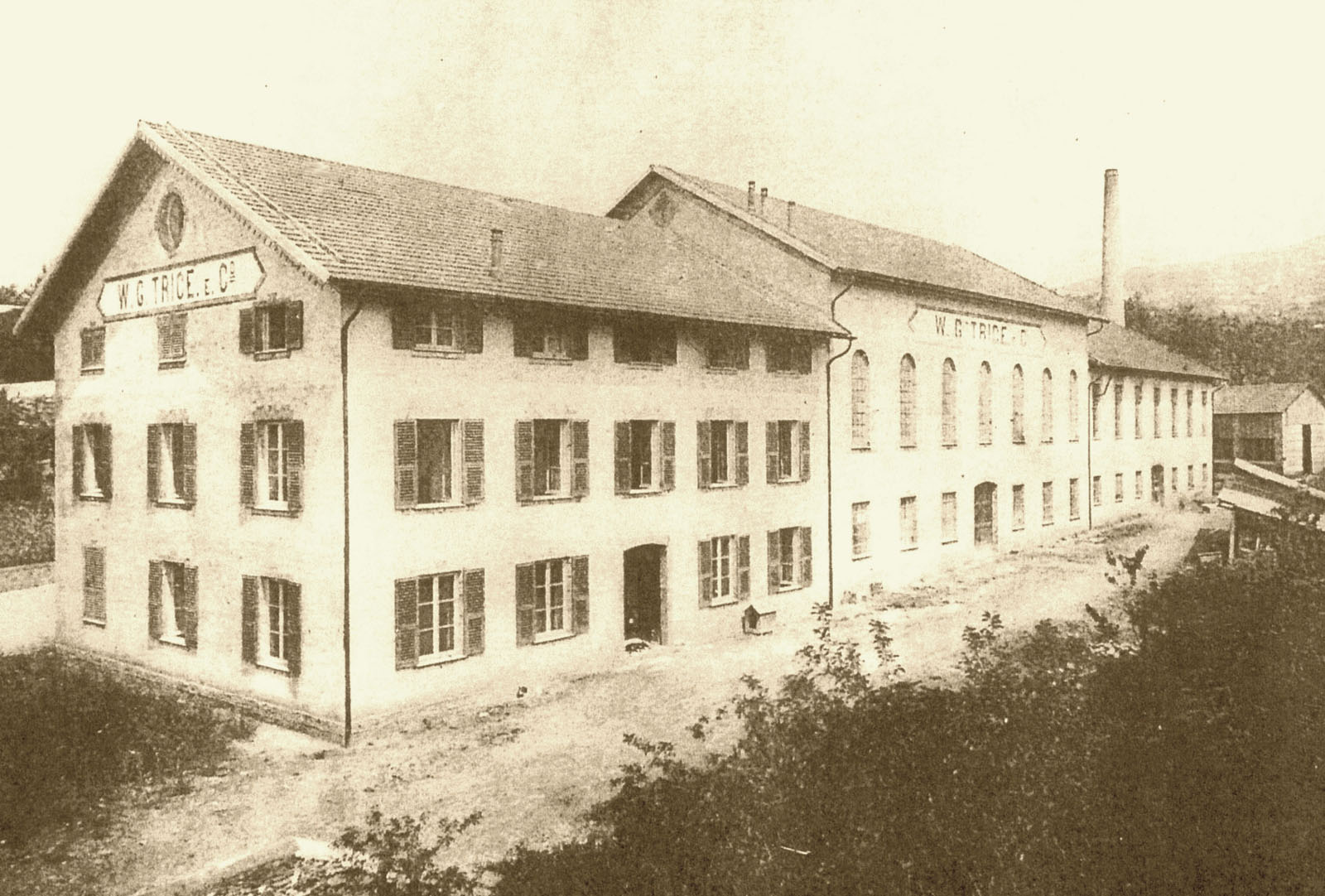
La fabbrica W.G.Trice & Co. a Genova Quarto, 1892

Apprese i primi rudimenti dal padre organista e a 17 anni entrò come apprendista nella bottega dell'organaro William Sweetland di Bath dove imparò l'arte organara con assiduità e perizia.
In seguito allievo di Aristide Cavaillé-Coll, Trice apprese da lui le diverse tecniche di produzione in uso in Francia e Inghilterra, ma non praticate in Italia.
Si trasferì a Genova, saltuariamente dal 1876 e definitivamente nel 1880, per motivi di salute e di lavoro , con l'iniziale intenzione di dedicarsi al commercio di carbone, ma su consiglio del suo maestro Sweetland e dell'organologo genovese Remondini iniziò una piccola attività di costruzione di organi la quale crebbe rapidamente e con successo, grazie alla qualità della produzione ed anche alla notorietà internazionale dei suoi innovamenti, cosa che lo portò a instaurare una vera e propria fabbrica a Quarto dei Mille. Il grande fabbricato (tuttora esistente e ristrutturato ad altri usi) ha una struttura architettonica sviluppata in altezza, tutto ad archi, volte e nicchie, ad imitazione dell'interno di una cattedrale, con grandi spazi per l'assemblaggio degli strumenti ma anche per poter provare gli organi in un ambiente il più possibilmente simile a quello per cui erano destinati ed anche in grado anche di ospitare grandi concerti come quello riportato dalle cronache dell'epoca del 3 luglio 1892, con la partecipazione di artisti di fama internazionale quali il violinista Camillo Sivori.
Tra gli altri realizza nel 1890 l'organo della Chiesa dell'Immacolata, rivoluzionario nel campo dell'organistica italiana e che contribuì all'avvento della riforma ceciliana, e l'organo della cappella dell'Ospedale Galliera, non più esistente ma noto per essere stato il primo a organo italiano a trasmissione elettrica.
Le novità introdotte riguardavano principalmente i somieri a pistoni, che utilizzavano la leva barker, un dispositivo che sfruttava l'aria compressa per il movimento di meccanismi complessi e venne brevettato il 5 maggio 1882 come "Somiere Trice". Di notevole importanza negli organi costruiti da Trice erano anche i registri.
La fiorente attività di Trice a Genova Quarto, e del socio Pietro Anelli subentrato nel 1893, continuò fino al 1897, declinando a causa dell'elevato costo della produzione dovuto alla complessità degli organi realizzati con conseguente calo di commesse a favore degli organi tradizionali italiani, nonché per l'ostracismo di certi ambienti clericali dovuto alla sua fede protestante, infine vendette la fabbrica a Carlo Vegezzi Bossi.
Tra i suoi allievi e collaboratori che effettuarono manutenzione ai suoi pezzi, si può menzionare l'organaro veronese Domenico Farinati.